# 沙比尔·谢里夫
沙比尔·谢里夫少校（1943年4月28日-1971年12月6日），本名拉纳·穆罕默德·沙比尔·谢里夫。是巴基斯坦军队的一名军官，在第三次印巴战争期间陣亡后被追授獅子勳章（尼山·海德爾勳章）。 他是唯一一个因他的勇敢而同时获得尼山·海德爾和Sitara-e-Jurat勋章的人。 他被认为是巴基斯坦军队中获得勋章最多的军官。他也是巴基斯坦陸軍軍神拉賈·阿齊茲·巴蒂的遠房表弟和第9任巴基斯坦陸軍參謀長拉希勒·谢里夫將軍的哥哥。